# Ключница (аксессуар)
Клю́чница (принадлежность) — специализированный футляр объёмной формы для хранения и переноски ключей. Объединяет и фиксирует ключи для уменьшения риска их утери. Закрывается при помощи кнопок или молнии. Содержит несколько колец-держателей ключей или карабинов и, как правило, одно отделение, но иногда снабжена кармашками и отделениями для монет и купюр, и таким образом дополнительно выполняет функции портмоне. Чаще всего изготовлена из натуральной кожи (например, крокодила, ската) и относится к кожгалантерее. По качеству выделки кожи ключницы можно определить социальный статус владельца. Может являться модной принадлежностью, то есть соответствовать модным направлениям (цвет сезона, тип отделки кожи, например, лоскутное шитьё) и быть изделием известного бренда. Также имеется вариант настенных коробов, закрывающихся на ключ и не имеющих запора, используемых для хранения ключей.
Разновидности ключниц:
- ключница-футляр
- ключница-портмоне.
- Настенная ключница.